# Margret Mönig-Raane

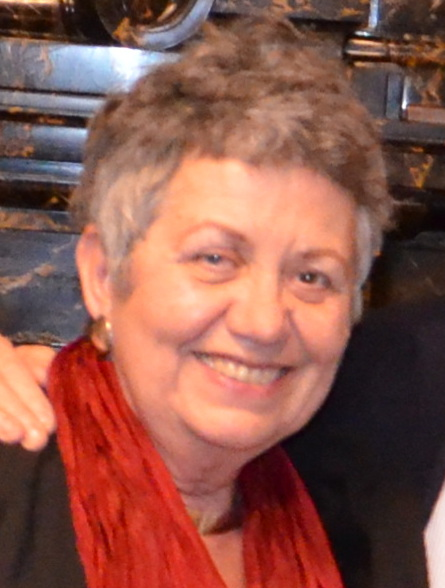
Margret Mönig-Raane

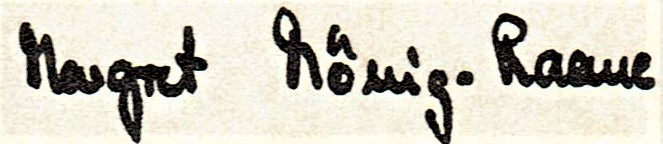
Unterschrift von Margret Mönig-Raane

Margret Mönig-Raane (* 3. Juni 1948 in Schmallenberg) ist eine deutsche Gewerkschafterin. Sie war Bundesvorsitzende der Gewerkschaft Handel, Banken und Versicherungen und anschließend stellvertretende Vorsitzende der Vereinten Dienstleistungsgewerkschaft sowie Leiterin des ver.di-Bundesfachbereichs Handel, Vizepräsidentin des internationalen Gewerkschafts-Dachverbands UNI Global Union und Verbandsvorsitzende des Verband der Ersatzkassen (VdAK).

## Leben
Mönig-Raane besuchte die Volksschule und das Aufbaugymnasium in Schmallenberg. Nach der Mittleren Reife folgte in der Zeit von 1966 bis 1969 der Besuch einer Frauenfachschule und einer Fachschule für Erzieherinnen in Brilon. Von 1968 bis 1970 war sie als Erzieherin tätig. Anschließend studierte sie bis 1973 an der Fachhochschule Frankfurt am Main.
Nach ihrem Abschluss als Sozialarbeiterin war sie bis 1980 beim DGB-Berufsfortbildungswerk in Frankfurt und Düsseldorf tätig. Mönig-Raane war bis 1986 Sachbearbeiterin beim Hauptvorstand der HBV und danach Gewerkschaftssekretärin der HBV-Landesbezirksleitung Nordrhein-Westfalen. Nach der Heirat im Jahr 1987 bekam sie ein Kind. In der Zeit von 1987 bis 1992 war sie Mitglied im geschäftsführenden Hauptvorstand der Gewerkschaft HBV. Nach Rücktritt des damaligen HBV-Vorsitzenden Lorenz Schwegler im Oktober 1993 übernahm sie als Stellvertreterin das Amt des amtierenden Vorsitzenden.
Im Januar 1995 wurde Mönig-Raane zur 1. Vorsitzenden der Gewerkschaft Handel, Banken und Versicherungen (HBV) gewählt. Bis zum Jahr 2001 war sie Vorsitzende der Gewerkschaft Handel, Banken und Versicherungen, die sich gemeinsam mit der ÖTV, DPG, IG Medien und DAG in der Gewerkschaft ver.di zusammengeschlossen hat. Anschließend wurde sie im März 2001 zur stellvertretenden Vorsitzenden der Vereinten Dienstleistungsgewerkschaft gewählt. Die Wahl zur Vizepräsidentin der Union Network International folgte im August 2001 und vier Monate später die Wahl zur Verbandsvorsitzenden des VdAK. Im Juni 2005 wählte man sie zur ver.di-Bundesfachbereichsleiterin Handel. Aus Altersgründen kandidierte Mönig-Raane auf dem 3. Bundeskongress der Vereinten Dienstleistungsgewerkschaft im September 2011 in Leipzig nicht erneut für ein Amt.
Mönig-Raane wohnt in Berlin.